# Union pour le Consensus

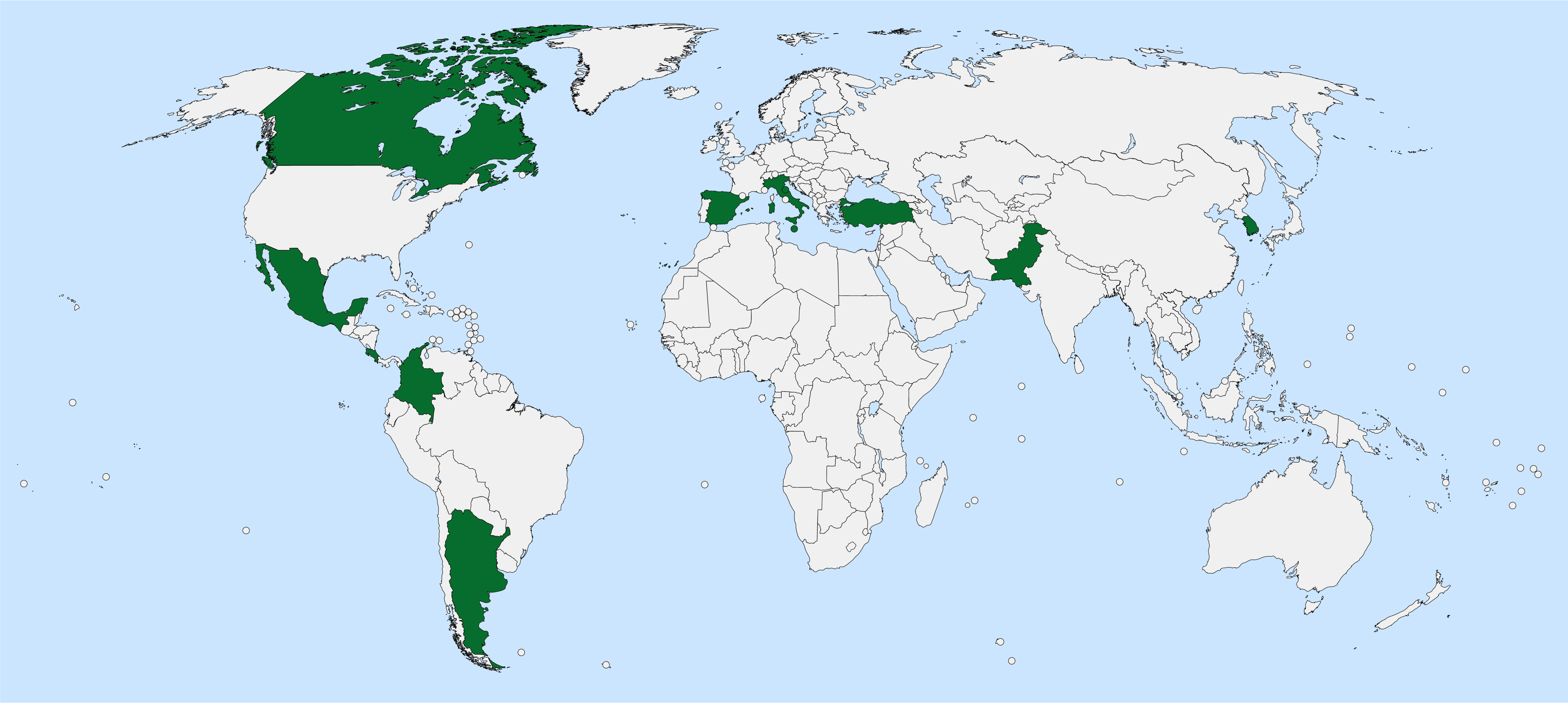
Principaux membres de l'Union pour le Consensus.

L'Union pour le Consensus, en anglais Uniting for Consensus (abbrégé en UfC), parfois surnommée le Coffee Club, est un mouvement qui s'est développé dans les années 1990 en opposition à une éventuelle expansion des sièges permanents au Conseil de sécurité des Nations unies. Sous la direction de l'Italie,, il vise à contrer les candidatures à des sièges permanents proposées par les pays du G4 (Brésil, Allemagne, Inde et Japon) et appelle à un consensus avant toute décision sur la forme et taille du Conseil de sécurité des Nations unies.

## Histoire
L'Italie, par l'intermédiaire de l'ambassadeur Francesco Paolo Fulci, a fondé en 1995, avec le Pakistan, le Mexique et l'Égypte, le « Coffee Club ». Les quatre pays étaient unis par le rejet de la proposition d'augmenter le nombre de membres permanents du Conseil de sécurité, souhaitant plutôt encourager l'augmentation du nombre de sièges non permanents. Les fondateurs du groupe furent bientôt rejoints par d’autres pays, dont l’Espagne, l’Argentine, la Turquie et le Canada, et en peu de temps le groupe en vint à inclure environ 50 pays d’Asie, d’Afrique et d’Amérique latine. L'Union pour le Consensus défendait l'idée que l'augmentation du nombre de sièges permanents accentuerait encore les disparités entre les pays membres, créant de facto deux catégories de pays (membres et non-membres permanents), les premiers étant très avantagés par leur droit de véto.
Lors de la 59e session de l'Assemblée générale des Nations unies en 2005, l'Union pour le Consensus — dirigé par les représentants du Canada, de l'Italie et du Pakistan — fait une proposition centrée sur un élargissement du nombre de membres non permanents de dix à vingt. Les membres non permanents seraient élus par l'Assemblée générale pour un mandat de deux ans et seraient immédiatement rééligibles, sous réserve de la décision de leurs groupes géographiques respectifs. Les autres membres et coauteurs du texte, intitulé « Réforme du Conseil de sécurité », sont l'Argentine, la Colombie, le Costa Rica, Malte, le Mexique, Saint-Marin, l'Espagne et la Turquie. Bien que la proposition n'ait pas été acceptée, l'initiative a trouvé un large consensus parmi les États membres, y compris la Chine, pourtant membre permanent.
Le 20 avril 2009, l'Italie, agissant en tant que représentante du groupe UfC, a proposé un nouveau modèle de réforme, présenté comme une tentative concrète de parvenir à un accord. Le document proposait de créer une nouvelle catégorie de sièges, toujours non permanents, mais élus pour une durée prolongée (mandats de 3 à 5 ans) sans possibilité de réélection immédiate. Ce nouveau type de siège ne serait pas attribué à un seul pays national mais plutôt à des groupes régionaux sur une base de rotation. En ce qui concerne les catégories traditionnelles de sièges, la proposition de l'UfC n'implique aucun changement, mais seulement l'introduction d'États de petite et moyenne taille parmi les groupes éligibles aux sièges réguliers. Cette proposition inclut même la question du veto, offrant une gamme d'options qui va de l'abolition à la limitation de l'application du veto aux seules questions du Chapitre VII.
Lors du dernier cycle, l'Italie a fermement rejeté la proposition du G4 ainsi que celle de l'Union africaine et a même dénoncé le comportement injuste des pays du G4. Selon l'Italie, le G4 tente d'exclure la proposition de l'UfC, « sur la base d'un niveau présumé de soutien ». Par ailleurs, l'Italie estime avoir fait preuve de flexibilité en présentant une nouvelle proposition en avril 2009, alors que le G4 restait lié à son document de 2005. Le rôle actif de l'Italie dans les discussions actuelles a commencé en février 2009, avant le début des négociations intergouvernementales, lorsque le ministre des Affaires étrangères Franco Frattini a accueilli plus de 75 pays pour développer une voie commune vers une réforme du Conseil de sécurité. En mai 2011, le nombre d'États membres ayant participé à la réunion du groupe tenue à Rome s'est élevé à 120,.

## Membres
Au 27 mars 2023, les principaux membres de l'Union pour le Consensus étaient :
| Country       | Continent        | Financements à l'ONU2 | Membre de l'ONU depuis | Commerce international1 | GDP (nominal)1 | GDP (PPP)1 | Budgets de la défense1 | Effectifs militaires | Population  | G20   | OECD | CAD |
| ------------- | ---------------- | --------------------- | ---------------------- | ----------------------- | -------------- | ---------- | ---------------------- | -------------------- | ----------- | ----- | ---- | --- |
| Italie        | Europe           | 3.307%                | 1955                   | 948,600                 | 2,120,232      | 2,610,563  | 40,800                 | 347,927              | 59,045,521  | ✔️    | ✔️   | ✔️  |
| Canada        | North America    | 2.734%                | 1945                   | 947,200                 | 2,015,983      | 1,978,816  | 18,600                 | 68,250               | 38,610,406  | ✔️    | ✔️   | ✔️  |
| Corée du Sud  | Asie             | 2.267%                | 1991                   | 1,170,900               | 1,823,852      | 2,436,872  | 50,100                 | 630,000              | 51,671,569  | ✔️    | ✔️   | ✔️  |
| Espagne       | Europe           | 2.146%                | 1955                   | 715,200                 | 1,439,958      | 1,959,037  | 5,767                  | 132,798              | 47,394,223  | [ a ] | ✔️   | ✔️  |
| Turquie       | Europe / Asie    | 1.371%                | 1945                   | 417,000                 | 795,952        | 2,749,570  | 18,200                 | 639,551              | 84,680,273  | ✔️    | ✔️   | ❌  |
| Mexique       | Amérique du Nord | 1.292%                | 1945                   | 813,500                 | 1,285,518      | 2,613,797  | 11,600                 | 280,506              | 126,014,024 | ✔️    | ✔️   | ❌  |
| Argentine     | Amérique du Sud  | 0.915%                | 1945                   | 142,370                 | 455,172        | 1,015,008  | 4,021                  | 73,100               | 45,808,747  | ✔️    | ❌   | ❌  |
| Pakistan      | Asie             | 0.115%                | 1947                   | 58,000                  | 286,340        | 1,370,075  | 7,600                  | 643,800              | 225,200,000 | ❌    | ❌   | ❌  |
| Malte         | Europe           | 0.017%                | 1964                   | 9,200                   | 10,582         | 23,501     | 42                     | 2,130                | 514,564     | ❌    | ❌   | ❌  |
| Colombie      | Amérique du Sud  | 0.288%                | 1945                   |                         | 314,464        | 1,014,978  |                        | 293,200              | 52,085,168  | ❌    | ✔️   | ❌  |
| Costa Rica    | Amérique du Nord | 0.062%                | 1945                   |                         | 64,282         | 139,482    |                        | 0                    | 5,212,173   | ❌    | ✔️   | ❌  |
| Saint-Marin   | Europe           | 0.002%                | 1992                   |                         | 1,702          | 2,694      |                        | 0                    | 33,661      | ❌    | ❌   | ❌  |
| 1USD millions |                  |                       |                        |                         |                |            |                        |                      |             |       |      |     |